# Dinh điền
Dinh điền hay doanh điền (chữ Hán: 营田) là một hình thái chiêu tập lưu dân để khai khẩn đất hoang dưới sự quản lý của chính quyền. Bắt nguồn gốc từ Trung Quốc vào thời kỳ nhà Đường, hình thái này ảnh hưởng mạnh mẽ ở Việt Nam, hai lần trở thành quốc sách dưới thời nhà Nguyễn và tại miền Nam Việt Nam dưới thời Đệ nhất Cộng hòa.